# Madisen Beaty
Madisen Beaty   (Centennial, 28 de febrer de 1995) és una actriu i DJ estatunidenca. Com a actriu, és coneguda pels seus papers de Daisy Fuller en El curiós cas de Benjamin Button (2008), Doris Solstad en The Master (2012), Rebeccah Mulcahey en Other People (2016), Talya Banks en la sèrie The Fosters (2013-2018), Iris en The Magicians (2018-2019) i Katie en Once Upon a Time in Hollywood (2019).

## Biografia
Madisen Beaty va néixer al poble de Centennial a l'estat de Colorado. Mentre vivia a Denver, va aparèixer en més de 65 muntatges teatrals. Va interpretar Lindsay en un anunci de l'organització Advertising Council sobre ciberassetjament. També va interpretar Daisy amb deu anys en la pel·lícula El curiós cas de Benjamin Button. A més, va protagonitzar la pel·lícula independent The Five i va aparèixer com a Leslie en l'episodi de iCarly "iWas a Pageant Girl".
Està representada per The Schiff Co i el Coast to Coast Talent Group.

## Filmografia

### Cinema
| Any  | Títol                            | Paper             | Notes        |
| ---- | -------------------------------- | ----------------- | ------------ |
| 2006 | Uncloseted Skeletons             | Crista de jove    | Curtmetratge |
| 2007 | Steep                            | Colegiala         | Curtmetratge |
| 2008 | El curiós cas de Benjamin Button | Daisy als 10 anys |              |
| 2010 | Adalyn                           | Patricia          | Curtmetratge |
| 2012 | RockBarnes: The Emperor in You   | Wendy             |              |
| 2012 | The Master                       | Doris Solstad     |              |
| 2016 | Outlaws and Angels               | Charlotte Tildon  |              |
| 2019 | Once Upon a Time in Hollywood    | Katie             |              |
| 2021 | Invocació mortal                 | Bethany           |              |

### Televisió
| Any       | Títol              | Paper           | Notes                          |
| --------- | ------------------ | --------------- | ------------------------------ |
| 2008      | Family Man         | Julie Becker    | Telefilm                       |
| 2010      | The Pregnancy Pact | Sara Dougan     | Telefilm                       |
| 2010      | iCarly             | Leslie          | Episodi: "iWas a Pageant Girl" |
| 2010      | The Five           | Adilyne         | Vídeo                          |
| 2010      | No Ordinary Family | Sara Berg       | Episodi: "No Ordinary Ring"    |
| 2010      | NCIS               | Kristin Haskell | Episodi: "Dead Air"            |
| 2011      | Miss Behave        | Sam             | 6 episodis                     |
| 2012      | Beautiful People   | Elizabeth       | Telefilm                       |
| 2013-2018 | The Fosters        | Talya           | 15 episodis                    |
| 2018      | Here and Now       | Emma            | 2 episodis                     |
| 2018–2019 | The Magicians      | Iris            | 2 episodis                     |